# Psychurgie
La Psychurgie est un terme utilisé par les occultistes du XIXe siècle et du début du XXe siècle, avec différents sens.
Il est introduit par Antoine Fabre d'Olivet (1767-1825), qui a « l'ambition d'organiser un culte de l'invisible, [en s'appuyant] sur le principe d'une science encore inconnue de "l'homme universel"». Il s'agit d'une discipline qui consiste à utiliser la force de l'esprit (appelée dans ce contexte "Volition") pour maîtriser "les forces psychiques qui entourent l'homme et l'animent". Ce mot est composé sur le modèle de théurgie, du grec Psukhê l'esprit et urgia, l'action. 

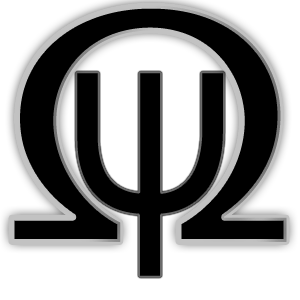
Symbole de la Psychurgie

Pour Papus, dans son Traité élémentaire de science occulte (1888), la psychurgie est « l'art du maniement des forces psychiques ou animiques de l'homme, la science qui en est la contrepartie se nomme aujourd'hui, psychologie ; les anciens l'avaient poussée à des développements très profonds. »
Le terme est utilisé notamment par Stanislas de Guaita, Joséphin Peladan, et le poète Antonin Artaud.